# Metasia prionogramma
Metasia prionogramma là một loài bướm đêm trong họ Crambidae.